# Aeroporto Internacional El Loa
O Aeroporto Internacional El Loa (IATA: CJC, ICAO: SCCF) serve a cidade de Calama,  Região de Antofagasta, Chile. O aeroporto está localizado a 6 km do centro da cidade.
Este aeroporto é de categoria 4C, apto a operar com  aeronaves de uma  envergadura máxima de 36 m e conta com uma plataforma de 20.000 m² .

## Terminal
| Companhias          | Destinos                                       |
| ------------------- | ---------------------------------------------- |
| Aerolínea Principal | Antofagasta, Iquique, Santiago                 |
| LAN Airlines        | Iquique, Santiago                              |
| Sky Airline         | Antofagasta, Arica, Copiapó, Iquique, Santiago |